# モルファッソ
モルファッソ（伊: Morfasso）は、イタリア共和国エミリア＝ロマーニャ州ピアチェンツァ県にある、人口約900人の基礎自治体（コムーネ）。

## 地理

### 位置・広がり

#### 隣接コムーネ
隣接するコムーネは以下の通り。括弧内のPRはパルマ県所属を示す。
- バルディ (PR)
- ベットラ
- ボーレ (PR)
- ファリーニ
- グロッパレッロ
- ルガニャーノ・ヴァル・ダルダ
- ヴェルナスカ

### 気候分類・地震分類
モルファッソにおけるイタリアの気候分類 (it) および度日は、zona F, 3265 GGである。
また、イタリアの地震リスク階級 (it) では、zona 3 (sismicità bassa) に分類される。

## 行政

### 分離集落
モルファッソには、以下の分離集落（フラツィオーネ）がある。
- Casali, Greghi, Monastero, Pedina, Rusteghini, San Michele, Sperongia, Teruzzi, Olza, Variano, Labè, Costa, Malvisi, Ravazzoli, Ca' Moglie, Levei, Rocchetta, Cornolo, Tiramani